# János Kőrössy
János Kőrössy (Cluj-Napoca, 26 de desembre de 1926 - 21 de gener de 2013) va ser un músic de jazz romanès d'origen hongarès. Va ser pianista, compositor i arranjador.
Va néixer en una família d'ètnia hongaresa a Cluj. El seu primer professor va ser el pianista i director d'orquestra Teodor Cosma, de qui va dir: "Li dec tot, i per a mi el principi és tot, la resta ve per si sola". Kőrössy es va destacar per combinar el llenguatge musical típic del jazz amb elements de la música popular local, una tendència anomenada etno jazz. Va arranjar en estil jazz la Rapsodia romanesa núm. 1 de George Enescu.
El primer nom de Kőrössy s'escriu de moltes maneres diferents: Hansel, Jancy, Jancsy, Iancsi, Yancy i Yancey. A la dècada de 1960 es va convertir en un músic de jazz molt conegut al bloc de l'Est europeu, actuant als Festivals Internacionals de Jazz de Praga (1960), Varsòvia (1961) i Budapest (1962). El 1969 es va traslladar a Alemanya Occidental i posteriorment es va traslladar als Estats Units, aficant-se a Atlanta, Geòrgia. Va tocar a Atlanta i el 1981 va actuar amb Zoot Sims. Després de la revolució romanesa, va tornar a Romania, apareixent el 1993 als festivals de jazz de Costineşti i Galaţi i el 2001 al Festival Internacional de Jazz de Bucarest.